# Васил Друмев (село)
Васил Друмев е село в Североизточна България. То се намира в община Шумен, област Шумен. Носи името на видния българин Климент Търновски (светско име Васил Друмев) (1840 – 1901).

## История
Старото име на селото е „Горен Иджик“. В юбилейния сборник „Българското село", 1930 г., София, с. 462 за селото е дадено следното описание: "Името си носи от многото чифлици, които някога имали отделни хора и ги наричали „иджии“ – лакоми хора. Днес население българско. В околността конусообразни могили, неразкопавани. Намира се на изток от общинския и околийския център. Лоши междуселски пътища".
От 1922 г. селото е било в състава на община Долен Иджик (дн. с. Илия Блъсков).

## Население
Численост на населението според преброяванията през годините:
| \| Година на преброяване \| Численост \| \| --------------------- \| --------- \| \| 1934 \| 671 \| \| 1946 \| 755 \| \| 1956 \| 605 \| \| 1965 \| 466 \| \| 1975 \| 409 \| \| 1985 \| 324 \| \| 1992 \| 330 \| \| 2001 \| 284 \| \| 2011 \| 254 \| \| 2021 \| 231 \| |           |
| Година на преброяване | Численост |
| 1934 | 671       |
| 1946 | 755       |
| 1956 | 605       |
| 1965 | 466       |
| 1975 | 409       |
| 1985 | 324       |
| 1992 | 330       |
| 2001 | 284       |
| 2011 | 254       |
| 2021 | 231       |

### Етнически състав

#### Преброяване на населението през 2011 г.
Численост и дял на етническите групи според преброяването на населението през 2011 г.:
|                     | Численост | Дял (в %) |
| Общо                | 254       | 100,00    |
| Българи             | 222       | 87,40     |
| Турци               | 9         | 3,54      |
| Цигани              | 18        | 7,08      |
| Други               |           |           |
| Не се самоопределят |           |           |
| Неотговорили        | 3         | 1,18      |

## Други
Празникът на селото е 6 май – Гергьовден. Тогава е и сборът на селото.